# Дачное (Покровский район)
Да́чное (укр. Дачне) — село (до 2011 г. посёлок) в Покровском районе Донецкой области Украины. В недалёком прошлом[когда?] поселок Горький[уточнить].

## География
Село расположено на запорожской трассе к юго-западу от Кураховского водохранилища. Расстояние до районного центра — 25 км. Ближайший город Курахово в 7 км.

## История
18 февраля 2025 года, в ходе боёв на новопавловском направлении, село было захвачено ВС РФ.

## Население
Население по переписи 2001 года составляло 1684 человека.
Население по данным на конец 2024 года составляло около 300 человек.

## Местный совет
Село Дачное — административный центр сельского совета. Адрес местного совета: Донецкая обл., Марьинский р-н, с. Дачное, ул. Логвиненко, д. 1-а.[обновить данные]